# Brooke Scullion
Brooke Scullion, parfois connue sous son seul prénom Brooke, est une chanteuse irlandaise née le 31 mars 1999 en Irlande du Nord. Elle a été révélée lors de sa participation à la neuvième saison de The Voice UK, où, coachée par Meghan Trainor, elle arrive à la troisième place de la finale.

Elle a représenté l'Irlande au Concours Eurovision de la chanson 2022, à Turin en Italie, avec sa chanson intitulée That's Rich. Elle arrive en 15e position lors de la seconde demi-finale avec 47 points, ce qui n’est pas assez suffisant pour se qualifier en finale.
Brooke Scullion a également sortie quelques autres titres comme Tongues apparu le 27 mai 2022 et Heartbreaker le 26 août 2022.
Brooke a sortie son premier EP intitulé Chaotic Heart le 30 septembre 2022 et sort de cet EP son nouveau single Enough.
Le 1 décembre 2022, elle est annoncée candidate à la sixième saison de Dancing With The Stars, la version irlandaise.

## Carrière

### 2020: The Voice UK
Brooke Scullion est remarquée lors de son passage au télé-crochet The Voice UK, lors de la neuvième saison. Lors de son audition à l'aveugle, elle interprète Bruises de Lewis Capaldi, faisant se retourner les quatre coaches et devenant la première candidate de la saison à y parvenir. Son choix de coach se porte alors sur Meghan Trainor, avec laquelle elle va jusqu'en finale. Elle interprète à cette occasion une reprise de la chanson Edge of Seventeen de Stevie Nicks. Le public la porte enfin jusqu'à la troisième place.

### 2022: Concours Eurovision de la chanson
En janvier 2022, Brooke est annoncée comme faisant partie des six finalistes retenus par RTÉ pour représenter l'Irlande au Concours Eurovision de la chanson 2022. La sélection s'effectue lors d'une édition spéciale du Late Late Show. Elle finit par remporter la sélection avec sa chanson intitulée That's Rich. Elle a donc représenté l'Irlande au Concours Eurovision de la chanson 2022, à Turin en Italie.

#### À l'Eurovision
Brooke présente sa chanson lors de la seconde demi-finale, et est la dixième des dix-huit participants à passer sur scène.

Elle reçoit 47 points (12 du jury et 35 du télévote, dont les 12 points du public britannique) et se classe quinzième, ce qui ne lui permet pas de se qualifier pour la finale.

## Vie privée
Brooke est la troisième-née d'une famille de quatre enfants; elle a deux sœurs aînées et un frère cadet.

En dehors de la musique, elle travaille en tant qu'assistante d'agent immobilier à Toome, dans le comté d'Antrim. Elle est végétarienne.